# Assassin's Creed (série de livros)
A série de livros Assassin's Creed, de Anton Gill e Andrew Holmes (ambos sob o pseudônimo Oliver Bowden), Christie Golden, Matthew Kirby e Gordon Doherty é uma coleção de romances ambientados no universo dos videogames Assassin's Creed. Os livros se passam em vários períodos de tempo e como os jogos, giram em torno da guerra secreta travada por séculos entre a Irmandade dos Assassinos e a Ordem dos Templários. A maioria dos romances são adaptações diretas dos jogos, com vários elementos adicionados ou ligeiramente modificados.

## Série

### Assassin's Creed
1. Renaissance (2009) Assassins Creed - Renascença (por Oliver Bowden)
2. Brotherhood (2010) Assassins Creed - Irmandade (por Oliver Bowden)
3. The Secret Crusade (2011) Assassin's Creed: A Cruzada Secreta (por Oliver Bowden)
4. Revelations (2011) Assassins Creed - Revelações (por Oliver Bowden)
5. Forsaken (2012) Assassins Creed - Renegado (por Oliver Bowden)
6. Black Flag (2013) Assassins Creed - Bandeira Negra (por Oliver Bowden)
7. Unity (2014) (por Oliver Bowden)
8. Underworld (2015) Assassins Creed - Submundo (por Oliver Bowden)
9. Heresy (2016) Heresia (por Christie Golden)

#### Livros relacionados
- The Invisible Imam (2007)
- The Ming Storm (2021)
- The Desert Threat (2022)

### Assassin's Creed: Last Descendants
1. Last Descendants (2016)
2. Tomb of the Khan (2016)
3. Fate of the Gods (2018)

### Baseado no filme
- Assassin's Creed (2016) Assassin s Creed: Livro Oficial do Filme (por Christie Golden)

### Assassin's Creed Origins
- Desert Oath (2017) Assassin's Creed Origins: Juramento do Deserto (por Oliver Bowden)

### Assassin's Creed Odyssey
- Assassin's Creed Odyssey (2018)

### Assassin's Creed Valhalla
- Geirmund's Saga (2020) Assassin’s Creed: Valhalla: A Saga de Geirmund (por Matthew J. Kirby)

### Outro
- The Magus Conspiracy (2022)

## Livros da Série
Assassin's Creed: Renascença (livro) é o primeiro livro baseado na série Assassin's Creed, escrito por Oliver Bowden e publicado pela Penguin Books, em janeiro de 2009. Trata-se de uma versão literária do jogo Assassin's Creed II mas, em vez de estender por um bom período de tempo o livro passa-se somente no século XV, sem menção ao eventos do presente do jogo. Em março de 2011, a editora Galera Record publicou o livro, sob o nome de Assassin's Creed: Renascença. O primeiro livro da série retrata o inicio da jornada de Ezio Auditore de Florença, em busca de vingança e erradicar a corrupção pelo qual o seu povo estava submetido, além de tentar restaurar a honra de sua família.
Assassin's Creed: Brotherhood é o segundo livro baseado na série Assassin's Creed, escrito por Oliver Bowden e é uma continuação de "Renascença". Foi publicado pela Penguin Books em fevereiro de 2010 e, assim como o livro anterior, é uma versão literária do jogo Assassin's Creed: Brotherhood. Também como o anterior, não há menção sobre os eventos vividos por Desmond no presente, somente uma referência sobre um "fantasma" feita por Ezio. Diferentemente dos eventos do jogo, que começaram em 1499, a trama do livro começa em 1503. Assim como o anterior, a editora Galera Record publicou o livro no Brasil sob o título de Assassin's Creed: Irmandade, e foi lançado em março de 2012.
Assassin's Creed: A Cruzada Secreta é o terceiro livro baseado na série Assassin's Creed, escrito por Oliver Bowden e é uma continuação de "Brotherhood". Foi publicado pela Penguin Books em junho de 2011. A história é narrada por Niccolo Polo, pai do explorador Marco Polo. A história é sobre a vida de Altaïr ibn la-Ahad. A editora Galera Record publicou o livro no Brasil em agosto de 2012 com o nome de Assassin's Creed: A Cruzada Secreta.
Assassin's Creed: Revelations é o quarto livro da série Assassin's Creed, escrito por Oliver Bowden e é uma continuação de "The Secret Crusade". Foi publicado pela editora Penguin Books em maio de 2012. Assim como Renaissance e Brotherhood, Revelations é uma versão literária de jogo Assassin's Creed: Revelations. Igualmente os outros livros, não contém nenhum dos eventos do presente incluindo Desmond. Como no jogo, Ezio tem que deixar sua vida para trás em busca de respostas, em busca da verdade. Em Assassin's Creed Revelations, o agora Mestre Assassino Ezio Auditore segue os passos do seu lendário mentor, Altair, numa jornada de descobertas e revelações. É um caminho perigoso - um caminho que levará Ezio a Constantinopla, à "encruzilhada do mundo", ao coração do Império Otomano, onde um exército crescente de Templários ameaça desestabilizar a região. A editora Galera Record publicou o livro no Brasil em abril de 2013 com o nome de Assassin's Creed: Revelações.
Assassin's Creed: Renegado (livro) é o quinto livro da série Assassin's Creed, escrito por Oliver Bowden. Conta a história do jogo centrado na Revolução Americana. Drama vivido por Haytham Kenway. Diferentemente dos demais livros, que são divididos em diversos capítulos, Renegado é constituido por quatro partes, que são: Parte Um - Trechos do diário de Haytham E. Kenway; Parte Dois - 1747, doze anos depois; Parte Três - 1753, seis anos depois e; Parte Quatro - 1774, dezesseis anos depois. Seguido de um epílogo, sendo que as quatro primeiras partes são narradas a partir da visão de Haytham Kenway e a última na de Connor. De forma contrária ao jogo, tal obra tem como protagonista o próprio Haytham, não o seu filho Connor. No Brasil, a editora Galera Record publicou o livro em novembro de 2012 com o nome de Assassin's Creed: Renegado.
Assassin's Creed: Black Flag é uma novelização inspirada na franquia de games Assassin's Creed. Escrito por Oliver Bowden, o sexto livro começa em 1715 e conta a história de Edward Kenway, um notável pirata e corsário que viveu na Era Dourada dos Piratas. Ele é o pai de Haytham Kenway e avô de Ratonhnhaké:ton (Connor Kenway), personagens apresentados aos leitores em Assassin's Creed: Renegado. Assassin's Creed: Bandeira Negra mistura exploração naval com combate e aventuras, tanto em terra quanto no mar das Caraíbas.
Assassin's Creed: União é o equivalente ao jogo Assassin's Creed Unity e uma continuação da série de livros da franquia Assassin's Creed escrito por Oliver Bowden. O sétimo livro é ambientado na França durante a Revolução Francesa. O livro centra-se nos acontecimentos da Revolução na perspectiva da templária Élise De La Serre, que junto do assassino Arno Victor Dorian investigam a morte do pai de Élise bem como o crescimento de uma ideologia dentro da Ordem dos Cavaleiros Templários que ameaça a própria organização. Arno está apaixonado por Élise, cuja família o adotou após a morte do pai biológico de Arno, que ocorreu quando este tinha apenas 8 anos, sendo que na época Arno não sabia que o pai era um Assassino. Quando o seu pai adotivo é assassinado, parte numa tentativa de redenção juntando-se à Irmandade dos Assassinos, subindo gradualmente de nível e vivendo mais tarde um romance proibido com Élise (esta havia traído os templários na tentativa de unir Assassinos e Templários). Outros personagens incluem o libertino Marquês de Sade e o político templário Maximilien de Robespierre. Foi lançado em 2014.
Assassin’s Creed: Submundo é o equivalente ao jogo Assassin’s Creed Syndicate, lançado também em 2015. Ambos os títulos se passam na Inglaterra da Era Vitoriana, com o livro se iniciando no ano de 1862, antes de concluir com o enredo de Jacob e Evie Frye em Assassin's Creed: Syndicate. Neste livro, o foco da história é ninguém menos que Henry Green, o Assassino de Londres que direciona os irmãos Jacob e Evie Frye no jogo. No livro, ficamos sabendo mais sobre o passado do personagem (que, na verdade, se chama Jayadeep Mir, filho de Arbaaz Mir, personagem principal dos quadrinhos Assassin’s Creed Brahman e estrelando o jogo Assassin’s Creed Chronicles India).
Assassin's Creed: Heresia é um livro escrito por Christie Golden e lançado em 15 de novembro de 2016. Christie Golden traz uma história original ambientada no universo de Assassin's Creed. Revivendo as memórias de seu ancestral Gabriel Laxart, que lutou ao lado de Joana d'Arc, o Templário de alto escalão, Simon Hathaway, revela lentamente segredos do passado que poderiam perigosamente impactar o seu presente... e de toda a ordem dos Templários.
Assassin's Creed: Livro Oficial do Filme é a adaptação da Ubisoft do filme de 2016 Assassin's Creed, escrito por Christie Golden. Foi lançado em 21 de dezembro de 2016. Além de adaptar o filme em si, que conta a história de Callum Lynch e seu antepassado que viveu durante a Inquisição Espanhola, Aguillar de Nehar, o livro também vem com "Regressões", uma antologia de histórias curtas de Nathan, Emir, Moussa e Lin com seus respectivos antepassados Duncan Walpole, Yusuf Tazim, Baptiste e Shao Jun. Também contem um trecho de Assassin's Creed: Heresy.
Assassin's Creed Origins - Juramento do Deserto é uma romantização escrita por Oliver Bowden, que foi lançado em 10 de outubro de 2017. É uma prequela de Assassin's Creed: Origins, ambientada em 70 a.C. Antes de Assassin's Creed: Origins, houve um juramento. Egito, 70 a.C, um assassino implacável vagueia pela terra. Sua missão: encontrar e destruir os últimos membros de uma ordem antiga, os Medjay - para erradicar a linhagem. Em uma Síua pacífica, o protetor da cidade parti abruptamente, deixando seu filho adolescente, Bayek, com perguntas sobre seu próprio futuro e uma sensação de propósito que ele sabe que ele deve cumprir. Bayek partiu em busca de respostas, sua jornada levando-o ao longo do Nilo e através de um Egito em tumulto, de frente para os perigos e os mistérios dos "Medjay".
Assassin's Creed: Odisseia é a adaptação literária de Assassin's Creed Odyssey. Kassandra foi criada por seus pais para ser feroz e indiferente, a criança espartana ideal, destinada à grandeza. Mas quando uma tragédia terrível a deixa encalhada na ilha de Kephallonia, perto da Grécia, ela decide encontrar trabalho como mercenária, longe das restrições de Esparta. Muitos anos depois, Kassandra é atormentada por dívidas e vive sob a sombra de um tirano quando um estranho misterioso oferece a ela um acordo: assassinar o Lobo, um renomado general espartano, e ele vai limpar sua dívida. A oferta é simples, mas a tarefa não é, pois para ter sucesso ela precisará se infiltrar na guerra entre as duas principais cidades-estados da Grécia Antiga: a democrática Atenas e a ditatorial Esparta.
Assassin's Creed: Valhalla - A Saga de Geirmund é uma romantização de Assassin's Creed Valhalla escrito por Matthew J. Kirby. Descreve a épica jornada por trás da lenda do guerreiro viking Geirmund Hel-hide, do século IX. Os orgulhosos reis de Wessex sonham há séculos com a unificação da Bretanha. No entanto, precisam lutar contra uma terrível ameaça que vem do Leste, capaz de colocar em xeque sua soberania. Pela primeira vez na História, os clãs vikings decidem juntar suas forças e concentrar seus esforços na conquista dos verdes litorais controlados pelos saxões. E eles estão armados e prontos para roubar esse reino tão cheio de riquezas para seu povo. Descendente de grandes reis nórdicos, Geirmund Hel-hide parte em uma missão para provar seu valor como viking e como grande guerreiro. Na perigosa jornada pelos mares do Norte, ele cruza caminhos com um ser mitológico, que lhe concede um bracelete repleto de mistérios. O artefato promete grande poder àquele que o carrega... mas também traz a profecia de uma terrível traição. Conforme Geirmund sobe na hierarquia do temido exército do rei Guthrum, ele tem de usar sua astúcia para encarar e vencer todos os desafios que aquela terra, arrasada pela morte e pela guerra, lhe traz. E na luta ao lado de guerreiros leais, o caminho de Geirmund logo o levará a um conflito tão antigo quanto os próprios deuses.

#### An Assassin's Creed Series Last Descedants
An Assassin's Creed Series Last Descedants - Revolta em Nova York O jovem Owen finalmente tem a chance de limpar a honra do pai, que morreu na prisão, acusado de um crime que o garoto tem certeza de que ele não cometeu. Por meio do Animus, máquina que permite quem a usa viver as memórias dos seus antepassados, o lendário Tridente do Éden é revelado. Duas organizações secretas, a Irmandade dos Assassinos e a Ordem dos Templários, estão em guerra há séculos e não irão descansar enquanto não tiverem esse artefato sob seu poder. Logo, Owen percebe que a única forma de permanecer a salvo é encontrando o Tridente antes de todos.
Ele e outros jovens partem numa jornada dentro de uma memória que dividem, em seu DNA: a Nova York de 1863, em meio aos motins que tomaram a cidade naquela época. O grupo será testado pela violência das pessoas em meio à revolta, e tudo sem poder interferir nas injustiças e crueldades que presenciam. Afinal, o passado já está escrito. O que nenhum deles sabe é que sua experiência com o passado terá grandes implicações no presente. E aqui que o futuro é incerto. Tudo pode acontecer.
An Assassin's Creed Series Last Descedants - O Túmulo do Khan Quando localizaram o primeiro pedaço do Tridente do Éden, parecia que poucas coisas poderiam deter Owen e seus amigos... E, então, eles o perderam. A amizade entre os adolescentes foi destruída – Owen e Javier tomaram o partido dos Assassinos, e os outros, dos Templários. Mas nem tudo está perdido. Ainda restam dois Pedaços do Éden para encontrar, e os grupos estão determinados a não cometer erros. Quando boatos de que uma das peças foi enterrada com o chefe mongol Möngke Khan começam a aparecer, os adolescentes dos dois lados do conflito embarcam em simulações na China mongol, devastada pela guerra, em uma corrida contra o tempo para encontrar a próxima peça.
An Assassin's Creed Series Last Descedants - O Destino dos Deuses Apenas um pedaço do Tridente do Éden ainda permanece oculto. O agente Templário Isaiah, traidor da Ordem, descobriu e se apoderou de dois dentes da poderosa relíquia. Caso encontre a última parte, nada o impedirá de liberar o Ragnarök: o fim do mundo segundo a mitologia nórdica.
Na tentativa de impedir Isaiah enquanto é tempo, Templários e Assassinos selam um frágil acordo. Mas o inimigo também empunha a própria arma: Sean. O garoto tem como antepassado um guerreiro viking que pode ter sido o último a usar o dente. A história foi escrita. O resto depende de Owen, Javier e dos outros membros de sua improvável aliança.